# ポートモレスビー
ポートモレスビー（英語: Port Moresby[ˌpɔːrt ˈmɔːrzbi]、トク・ピシン: Pot Mosbi）は、パプアニューギニアの首都。同国の最大都市。
2011年の人口は36万4145人。
パプア湾に位置する港湾都市で、天然ガス、ゴム、金、コプラが主要な輸出品である。海岸部には堡礁が発達している。オセアニア有数の大都市。

## 歴史

### 植民地化以前
ポートモレスビーに住んでいたモツ族は、壺を作って、サゴヤシその他の食料、カヌー用の丸太などと交換し、湾内の水上に高床式住宅を建設し、Hanuabada などの集落を作って暮らしていた。また、湾岸州の人々と通婚し、血縁と交易による強い結びつきを形成していた。
ヒリ貿易と呼ばれる商取引は大規模だった。20隻ほどのカヌーまたはlakatoiの船団には600人の乗組員が乗船し、航海の度に約20,000もの土器を運んだ。モツ族にとって、ヒリは営利目的のビジネスであるだけでなく、その長く危険な航海の故、自らの種族としてのアイデンティティを確かめるものでもあった。この航海は現代では、エラ海岸で毎年9月に行われるヒリ・モトゥ祭りにて忍ばれている。

### 植民地化

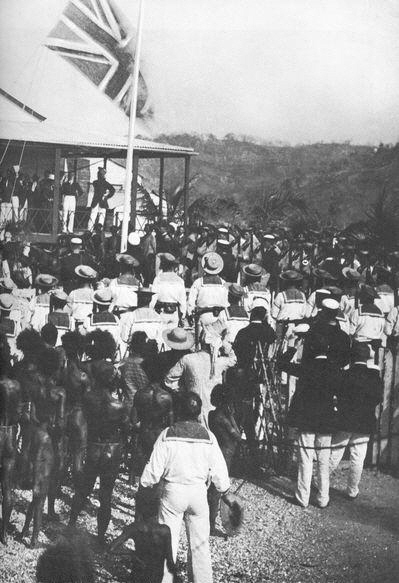
1883年のポートモレスビー

19世紀の末、欧米人として初めてこの場所を識別したイギリス海軍軍人である、一等機走スループ「バジリスク (HMS Basilisk)」艦長のジョン・モーズビーが探検に訪れた時代までには、この地域は既に重要な貿易拠点だった。モーズビーは、ニューギニア島の東端の珊瑚海を抜け、当時知られていなかった三つの島を発見した。1873年2月20日の朝10時、彼はその土地がイギリス領であるとし、彼の父、フェアファックス・モーズビー卿（Sir Fairfax Moresby）にちなんで土地を名づけた。
ニューギニア島南東部が大英帝国に帰属した際、実際にヨーロッパ人による移住は10年後まで行われなかった。英国領ニューギニアは、1906年に新しく設立されたオーストラリア自治領に引き渡され、パプアとして知られた。 その後1941年までポートモレスビーの街はゆっくり成長していった。 街の成長は主に港の施設や他の設備が徐々に改善されていった半島部で起きた。 電気が1925年に導入され、水道管は1941年に敷設された。

### 第二次世界大戦
第二次世界大戦中は連合国の基地があった。1942年に日本軍は、海上からポートモレスビー攻略作戦を遂行しようとしたが、失敗した（珊瑚海海戦)。その作戦で航空母艦祥鳳が日本海軍の空母として初めて撃沈された。その後、陸路からも攻略作戦を行ったがこれも失敗した。

### パプアニューギニア独立国の首都
1975年、ポートモレスビーはパプアニューギニア独立国（宗主国オーストラリア）の首都となった。近代的な建築技術と伝統的な設計が統合され、1984年に完成した国会議事堂を含めた、政府の部局が入る新しい政府の建物がワイガニに建設された。PNG自然博物館及び国民図書館も、ワイガニに位置している。
ポートモレスビーの人口は、独立後急激に増加した。1980年の国勢調査では120,000人だった人口が、1990年までに195,000人に増加した。2000年代末には30万人を超え、南太平洋随一の都市になった。
住民が道路沿いあるいは低木地帯の脇で、数多くの野焼き、焼畑、焼却などをするため、街は煙のもやにしばしば覆われる。地域の消防部署による調停を受けずに、野焼き、焼畑等が依然行われている。
国会議員を選出する選挙戦は熾烈で、2002年の国政選挙の時、パプアニューギニア大学の学生が警官に撃たれた事件がこの地で起こり、暴動に発展したこともある。
2004年、ポートモレスビーは、Economist Intelligence Unitの世界の130首都のランク中でワーストだった。レイプ、盗難、殺人の頻発及び地元で「raskol」として知られる、ギャング団による大部分の地域エリアの支配などに起因する。2004年の「The Guardian」新聞の記事、失業率は60 - 90 %、殺人率はモスクワの3倍、ロンドンの23倍と見積もられた。こうした状況には、経済の不安定さが影響していた。
2000年代末になって、経済の安定化に伴い、治安も回復しつつある。しかし、その一方で中国系ビジネスに対する組織的犯罪が増えてきている。2010年1月に中国系アジア男性が白昼射殺されるという事件が起こっている。彼はそれまでにも数度にわたって襲われていた。また、中国系ビジネスマンの殺人を請け負う組織もできており、警察に摘発されている。犯罪が組織化される傾向が出ている。
2013年にまとめられた世界の住みやすい都市ランキングでは、140都市中ワースト3位になっている。

## 行政区分
新首都はワイガニ地区に位置している。
以下の9地区に分かれる。
- タウン地区
- ボロコ地区

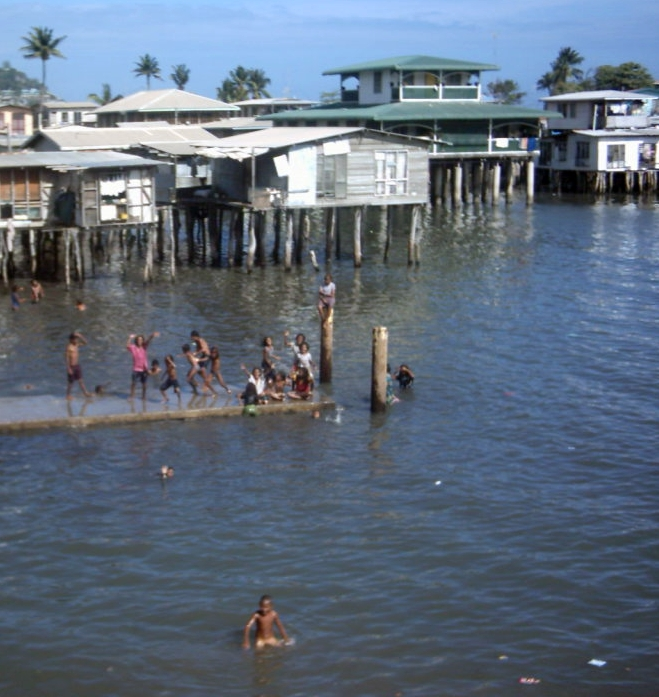
コキ地区の海岸部

- ワイガニ地区 - 官公庁街があり、その一角に国会議事堂がある。巨大な建物で、棟が船の舳先のように突き出し、壁面のコンクリートに動植物の木彫モチーフを飾っている。
- ゴードン地区
- コキ地区
- ゲレフ地区
- ホホラ地区
- カウゲレ地区
- コロボセア地区

## 気候
サバナ気候に属し、12月から5月が雨季、残りが乾季である。年間降水量は約1000 mm。最高気温は28 ℃から32 ℃の間で、最低気温はほぼ24 ℃である。
| ポートモレスビーの気候                                                         | ポートモレスビーの気候 | ポートモレスビーの気候 | ポートモレスビーの気候 | ポートモレスビーの気候 | ポートモレスビーの気候 | ポートモレスビーの気候 | ポートモレスビーの気候 | ポートモレスビーの気候 | ポートモレスビーの気候 | ポートモレスビーの気候 | ポートモレスビーの気候 | ポートモレスビーの気候 | ポートモレスビーの気候 |
| 月                                                                             | 1月                    | 2月                    | 3月                    | 4月                    | 5月                    | 6月                    | 7月                    | 8月                    | 9月                    | 10月                   | 11月                   | 12月                   | 年                     |
| ------------------------------------------------------------------------------ | ---------------------- | ---------------------- | ---------------------- | ---------------------- | ---------------------- | ---------------------- | ---------------------- | ---------------------- | ---------------------- | ---------------------- | ---------------------- | ---------------------- | ---------------------- |
| 最高気温記録 °C （°F）                                                         | 37 (99)                | 36 (97)                | 36 (97)                | 36 (97)                | 34 (93)                | 33 (91)                | 32 (90)                | 32 (90)                | 34 (93)                | 34 (93)                | 36 (97)                | 36 (97)                | 37 (99)                |
| 平均最高気温 °C （°F）                                                         | 32 (90)                | 31 (88)                | 31 (88)                | 31 (88)                | 30 (86)                | 29 (84)                | 28 (82)                | 28 (82)                | 29 (84)                | 30 (86)                | 31 (88)                | 32 (90)                | 30 (86)                |
| 平均最低気温 °C （°F）                                                         | 26 (79)                | 26 (79)                | 26 (79)                | 26 (79)                | 26 (79)                | 25 (77)                | 25 (77)                | 25 (77)                | 25 (77)                | 26 (79)                | 26 (79)                | 26 (79)                | 26 (79)                |
| 最低気温記録 °C （°F）                                                         | 23 (73)                | 23 (73)                | 23 (73)                | 22 (72)                | 22 (72)                | 22 (72)                | 20 (68)                | 20 (68)                | 21 (70)                | 21 (70)                | 22 (72)                | 23 (73)                | 20 (68)                |
| 降水量 mm （inch）                                                             | 178 (7.01)             | 193 (7.6)              | 170 (6.69)             | 107 (4.21)             | 64 (2.52)              | 33 (1.3)               | 28 (1.1)               | 18 (0.71)              | 25 (0.98)              | 36 (1.42)              | 48 (1.89)              | 112 (4.41)             | 1,012 (39.84)          |
| 出典：http://www.bbc.co.uk/weather/world/city_guides/results.shtml?tt=TT003090 |                        |                        |                        |                        |                        |                        |                        |                        |                        |                        |                        |                        |                        |

## 交通
ポートモレスビーには、同国最大の国際空港であり空軍基地であるジャクソン国際空港があり、ニューギニア航空とPNG航空の国内線、国際線が発着している。一方でヴァージン・オーストラリアは、ブリスベン行きの便を有している。
ジャクソン国際空港からは、ブリスベン、ケアンズ、シドニー、ホニアラ、ナンディ、マニラ、シンガポール、クアラルンプール、香港、東京行きの便が発着している。
高速道路が不備のため、ミニバスや地域の乗り物であるPMVsなどでたどり着くことのできない町に、多くの国内線が就航している。

## 治安
2018年11月、ポートモレスビーでアジア太平洋経済協力会議が行われた直後には、勤務手当に不満を持った警官や軍兵士が議会に乱入して施設が破壊された。合わせて一部地域では、略奪が起こる騒ぎがあった。

## 姉妹都市
- 済南 - 中華人民共和国 （1988年9月28日 - ）
- タウンズビル - オーストラリア （1983年 - ）
- ジャヤプラ - インドネシア